# Desinhibición
La desinhibición, también conocida como desinhibición conductual, es un término médico que describe una tendencia a buscar la gratificación inmediata, lo que resulta en conductas impulsivas motivadas por pensamientos, sentimientos o estímulos externos presentes, sin considerar aprendizajes previos ni las consecuencias futuras. Es uno de los cinco dominios de rasgos de personalidad patológicos presentes en ciertos trastornos mentales. En psicología, se define como una falta de control que se manifiesta en el desprecio por las convenciones sociales, impulsividad y una deficiente evaluación de riesgos. Conductas como la hipersexualidad, la hiperfagia, el consumo de sustancias, la gestión inadecuada del dinero, los errores sociales frecuentes y los estallidos agresivos son indicativos de impulsos instintivos desinhibidos.
Ciertas sustancias psicoactivas que afectan el sistema límbico del cerebro pueden inducir desinhibición.

## Concepto clínico
En psicología, la desinhibición se define como una falta de control inhibitorio que se manifiesta de diversas formas, afectando aspectos motores, instintivos, emocionales, cognitivos y perceptuales. Los síntomas incluyen impulsividad, desprecio por las normas sociales y los demás, estallidos agresivos, conductas inapropiadas, comportamientos oposicionistas, impulsos instintivos desinhibidos, conductas de riesgo y hipersexualidad.

### Lesiones cerebrales
La desinhibición es un síntoma común tras una lesión cerebral, especialmente en el lóbulo frontal y, de manera más específica, en la corteza orbitofrontal. Las secuelas neuropsiquiátricas tras lesiones cerebrales pueden incluir deterioro cognitivo difuso, con déficits más pronunciados en la velocidad de procesamiento de información, atención, memoria, flexibilidad cognitiva y resolución de problemas. La impulsividad prominente, la inestabilidad afectiva y la desinhibición son frecuentes, secundarias a lesiones en áreas frontales, temporales y límbicas. Estas secuelas, junto con los déficits cognitivos, caracterizan los cambios de personalidad frecuentemente observados en pacientes con traumatismo craneoencefálico (TCE).
Los síndromes de desinhibición, en casos de lesiones cerebrales como tumores cerebrales, accidentes cerebrovasculares y epilepsia, varían desde comportamientos sociales levemente inapropiados hasta una manía completa, dependiendo de las lesiones en regiones cerebrales específicas. Estudios previos han demostrado asociaciones significativas entre los síndromes de desinhibición y la disfunción de las cortezas orbitofrontal y basotemporal, que afectan funciones visuoespaciales, la somatosensación, la memoria espacial, así como comportamientos motores, instintivos, afectivos e intelectuales.

### Trastornos psiquiátricos
Los síndromes de desinhibición también se han reportado con manifestaciones similares a la manía en personas de edad avanzada con lesiones en la corteza orbitofrontal y basotemporal, que involucran conexiones límbicas y frontales (circuito orbitofrontal), especialmente en el hemisferio derecho. La desinhibición conductual puede resultar del consumo de alcohol y otros depresores del sistema nervioso central (por ejemplo, benzodiazepinas), que afectan la autorregulación y el control del córtex frontal. También se ha argumentado que el subtipo hiperactivo/impulsivo del trastorno por déficit de atención con hiperactividad (TDAH) presenta una desinhibición conductual general más allá de la impulsividad, y muchas de las complicaciones o morbilidades del TDAH (como el trastorno de conducta, el trastorno antisocial de la personalidad, el abuso de sustancias y las conductas de riesgo) son consecuencias de una desinhibición conductual no tratada.

## Desinhibición inducida por sustancias
Ciertas sustancias psicoactivas que afectan el sistema límbico del cerebro pueden inducir desinhibición. Esto es comúnmente inducido por depresores gabaérgicos como el alcohol y las benzodiazepinas.

## Enfoques de tratamiento
El Apoyo Conductual Positivo (ACP) es un enfoque de tratamiento que busca la mejor manera de trabajar con cada persona con discapacidades. Este tratamiento implica un análisis funcional del comportamiento para determinar formas de mejorar la calidad de vida de la persona, en lugar de centrarse únicamente en reducir conductas problemáticas. El ACP se basa en la creencia en la capacidad de cambio de las personas y se aplica comúnmente en entornos educativos. Sus dos objetivos principales son reaccionar de manera situacional cuando ocurre el comportamiento y actuar proactivamente para prevenirlo.

### Estrategias reactivas
Las estrategias reactivas incluyen:
- Redirección: Distraer a la persona ofreciendo otra actividad o cambiando el tema de conversación. Ofrecer opciones limitadas (dos o tres, no más, para evitar abrumar). Pausar para permitir que la persona procese la información y responda.
- Hablar con la persona para identificar el problema.
- Interpretar qué intenta comunicar el comportamiento.
- Aplicar tácticas de manejo de crisis.

### Estrategias proactivas
Las estrategias proactivas para prevenir problemas incluyen:
- Modificación del entorno: Aumentar las oportunidades para actividades variadas, equilibrar actividades cognitivas y físicas con períodos de descanso, proporcionar un entorno predecible para reducir demandas cognitivas, mantener rutinas consistentes, garantizar la seguridad en el hogar (por ejemplo, reorganizar muebles).
- Enseñanza de habilidades: Desarrollar estrategias de comunicación útiles, habilidades de afrontamiento (por ejemplo, enseñar qué hacer cuando se siente enojo o ansiedad).
- Planes de apoyo conductual individualizados: Reforzar comportamientos deseables, ignorar conductas indeseables (salvo si son peligrosas), priorizar la seguridad mediante un plan de crisis, evitar desencadenantes conocidos y aumentar la participación en actividades.

En general, cuando ocurre el comportamiento, se debe proporcionar retroalimentación de manera asertiva, no juzgadora, clara y sin ambigüedades, indicando que el comportamiento es inapropiado y sugiriendo una alternativa. Por ejemplo: "Jane, estás demasiado cerca al hablarme, me siento incómodo, por favor retrocede un paso" o "No me gusta que digas que estoy atractivo frente a tu esposa, me siento incómodo, soy tu cuidador, estoy aquí para ayudarte con las compras". También en la comunicación no verbal, se puede decir: "No me gusta que me mires de esa manera". Luego, redirigir a la siguiente actividad e ignorar comportamientos posteriores. Dado que casi todo comportamiento es una forma de comunicación, se debe interpretar qué intenta comunicar y buscar formas más apropiadas de satisfacer esa necesidad.